# WCW Bash at the Beach
Pour les articles homonymes, voir Bash.

Bash at the Beach était un pay-per-view de catch produit par la World Championship Wrestling (WCW). Il était organisé au mois de juillet de 1994 à 2000. Le show utilisait le thème des vacances, de la plage et de l'été, dans un mois de juillet estivale. Ce thème choisi qui était décrit comme "fun in the sun (plaisir au soleil)" amenait à ce que le show soit toujours organisé dans des régions à forte chaleur en Floride et Californie. C'était la réponse de la WCW au SummerSlam de la WWF. En 1992 et 1993, la WCW organisait un PPV du même genre intitulé Beach Blast, qui était le précurseur de Bash at the Beach. Cependant le show de 1992 se déroulait en juin, comme la fédération préférait mettre à la place The Great American Bash au mois de juillet.
Avec Starrcade, SuperBrawl, The Great American Bash et Halloween Havoc, Bash at the Beach était l'un des évènements porte drapeaux de la WCW.
Le premier Bash at the Beach en 1994 était le début télévisé de Hulk Hogan à la WCW, et le dernier en 2000 était son dernier. 
L'édition de 1995 était partiellement incorporée dans un épisode de la série Alerte à Malibu, bien que les storylines soient différentes.
Plusieurs joueurs NBA ont déjà participé à ce PPV, incluant : Shaquille O'Neal en 1994 comme le manager de Hulk Hogan, Dennis Rodman en 1997 et 1998, et Karl Malone en 1998 comme la partenaire en équipe de Dallas Page.

## 1994
Il s'est déroulé le 17 juillet 1994 au Orlando Arena de Orlando, Floride.
- Dark match : Brian Armstrong et Brad Armstrong def. Steve Keirn et Bobby Eaton
- Lord Steven Regal def. Johnny B. Badd pour conserver le WCW World Television Championship (10:40)
  - Regal a effectué le tombé sur Badd.
- Vader (w/Harley Race) def. The Guardian Angel par disqualification (7:58)
- Terry Funk et Bunkhouse Buck def. Dustin Rhodes et Arn Anderson (11:15)
  - Funk a effectué le tombé sur Rhodes après qu'Anderson se retournait contre lui en lui portant un DDT.
- Steve Austin def. Ricky Steamboat pour conserver le WCW United States Championship (20:06)
  - Austin a effectué le tombé sur Steamboat.
- Pretty Wonderful (Paul Roma et Paul Orndorff) def. Cactus Jack et Kevin Sullivan pour remporter le WCW World Tag Team Championship (20:11)
  - Orndorff a effectué le tombé sur Jack.
- Hulk Hogan (w/Shaquille O'Neal) def. Ric Flair (w/Sensational Sherri) pour remporter le WCW World Heavyweight Championship (21:50)
  - Hogan a effectué le tombé sur Flair après un leg drop.

## 1995
Il s'est déroulé le 16 juillet 1995 à la plage de Huntington Beach, Californie.
- Dark match : Johnny B. Badd def. Chris Kanyon (2:03)
  - Badd a effectué le tombé sur Kanyon.
- Dark match : Road Warrior Hawk def. Mark Starr (1:25)
  - Hawk a effectué le tombé sur Starr.
- Main Event match : Dick Slater et Bunkhouse Buck def. Marcus Bagwell et Alex Wright (3:25)
  - Buck a effectué le tombé sur Wright.
- Sting def. Meng pour conserver le WCW United States Championship (15:31)
  - Sting a effectué le tombé sur Meng.
- The Renegade def. Paul Orndorff pour conserver le WCW World Television Championship (6:12)
  - Renegade a effectué le tombé sur Orndorff.
- Kamala def. Jim Duggan (6:00)
  - Kamala a effectué le tombé sur Duggan.
- Diamond Dallas Page def. Evad Sullivan (5:04)
  - Page a effectué le tombé sur Sullivan.
- Harlem Heat (Booker T et Stevie Ray) def. The Nasty Boys (Brian Knobbs et Jerry Sags) et The Blue Bloods (Lord Steven Regal et Earl Robert Eaton) dans un Triangle match pour conserver le WCW World Tag Team Championship (13:41)
  - Booker a effectué le tombé sur Regal.
- Randy Savage def. Ric Flair dans un Lifeguard Lumberjack match (13:55)
  - Savage a effectué le tombé sur Flair.
- Hulk Hogan def. Vader dans un Steel cage match pour conserver le WCW World Heavyweight Championship (13:13)
  - Hogan s'est échappé de la cage pour l'emporter.

## 1996
S'est déroulé le 7 juillet 1996 au Ocean Center de Daytona Beach, Floride.
- Dark match : Jim Powers def. Hugh Morrus
  - Powers a effectué le tombé sur Morrus.
- Main Event match : The Steiner Brothers (Rick et Scott) def. WCW World Tag Team Champions Harlem Heat (Booker T et Stevie Ray) (w/Colonel Robert Parker) par disqualification (5:01)
  - Harlem Heat était disqualifié après que Sister Sherri intervenait, ce qui leur permettait de conserver les titres.
- Main Event match : Bobby Walker def. Billy Kidman (2:00)
  - Walker a effectué le tombé sur Kidman.
- Main Event match : The Rock 'n' Roll Express (Ricky Morton et Robert Gibson) def. Fire and Ice (Scott Norton et Ice Train) (2:08)
  - Morton a effectué le tombé sur Norton.
- Main Event match : Eddie Guerrero def. Lord Steven Regal (3:38)
  - Guerrero a effectué le tombé sur Regal.
- Rey Misterio, Jr. def. Psicosis (15:18)
  - Misterio a effectué le tombé sur Psicosis.
- John Tenta def. Big Bubba (w/Jimmy Hart) dans un Carson City Silver Dollar match (9:00)
  - Tenta a effectué le tombé sur Bubba.
- Diamond Dallas Page def. Jim Duggan dans un Taped Fist match (5:39)
  - Page a effectué le tombé sur Duggan.
- The Nasty Boys (Brian Knobbs et Jerry Sags) def. The Public Enemy (Rocco Rock et Johnny Grunge) dans un Double Dog Collar match (11:25)
  - Sags a effectué le tombé sur Rock.
- Dean Malenko def. Disco Inferno pour conserver le WCW Cruiserweight Championship (12:04)
  - Malenko a effectué le tombé sur Inferno.
- Steve McMichael def. Joe Gomez (6:44)
  - McMichael a effectué le tombé sur Gomez.
- Ric Flair (w/Miss Elizabeth et Woman) def. Konnan pour remporter le WCW United States Championship (15:39)
  - Flair a effectué le tombé sur Konnan.
- The Giant et Kevin Sullivan def. Arn Anderson et Chris Benoit (7:59)
  - Giant a effectué le tombé sur Anderson.
- The Outsiders (Kevin Nash et Scott Hall) et Hulk Hogan ont combattu Randy Savage, Sting et Lex Luger pour un match nul (16:00)
  - Ce match était déclaré comme nul après que Hogan, qui se révélait être le partenaire mystère de Hall et Nash, se ramenait et attaquait Savage. La nWo était née sous la stupeur des fans qui jetaient même des détritus sur le ring.

## 1997
Il s'est déroulé le 13 juillet 1997 au Ocean Center de Daytona Beach, Floride.
- Mortis et Wrath (w/James Vandenberg) def. Glacier et Ernest Miller (en) (9:47)
  - Mortis a effectué le tombé sur Glacier après un superkick.
- Chris Jericho def. Ultimo Dragon pour conserver le WCW Cruiserweight Championship (12:55)
  - Jericho a effectué le tombé sur Dragon avec un sunset flip.
- 'The Steiner Brothers (Rick et Scott) def. The Great Muta et Masa Chono (10:37)
  - Rick a effectué le tombé sur Muta après un DDT de Scott pour permettre aux Steiner de devenir les aspirants numéro un au WCW World Tag Team Championship.
- Juventud Guerrera, Héctor Garza et Lizmark, Jr. def. La Parka, Psicosis et Villano IV (10:08)
  - Garza a effectué le tombé sur Villano V après un standing moonsault.
- Chris Benoit def. Kevin Sullivan (w/Jacqueline) dans un Retirement match (13:10)
  - Benoit a effectué le tombé sur Sullivan après un Diving Headbutt.
- Jeff Jarrett def. Steve McMichael (w/Debra McMichael) pour conserver le WCW United States Championship (6:56)
  - Jarrett a effectué le tombé sur McMichael après l'avoir frappé avec une mallette donnée par Debra.
- Scott Hall et "Macho Man" Randy Savage def. Diamond Dallas Page et Curt Hennig (9:35)
  - Savage a effectué le tombé sur Page après un Flying Elbow Drop.
- Roddy Piper def. Ric Flair (13:26)
  - Piper a fait abandonné Flair sur une Sleeperhold.
- Lex Luger et The Giant def. Dennis Rodman et Hulk Hogan (w/Randy Savage) (22:30)
  - Luger a fait abandonné Hogan sur le Torture Rack.

## 1998
S'est déroulé le 12 juillet 1998 au Cox Arena de San Diego, Californie.
- Dark match : Villano IV et Villano V def. Damien et Ciclope (7:51)
  - IV a effectué le tombé sur Damien.
- Raven (w/Scotty Riggs et Lodi) def. Saturn dans un Raven's Rules match (10:40)
  - Raven a effectué le tombé sur Saturn après un Evenflow DDT.
- Juventud Guerrera def. Kidman (9:55)
  - Guerrera a effectué le tombé sur Kidman après un 450 Splash.
- Stevie Ray def. Chavo Guerrero, Jr. (1:35)
  - Ray a fait abandonné Chavo.
- Eddie Guerrero def. Chavo Guerrero, Jr. dans un Hair vs. Hair match (11:54)
  - Eddie a effectué le tombé sur Chavo avec un petit paquet.
  - Après le match, Chavo se rasait la tête lui-même.
- Konnan (w/Lex Luger et Kevin Nash) def. Disco Inferno (w/Alex Wright) (2:16)
  - Konnan a fait abandonné Inferno avec le Tequila Sunrise.
- The Giant def. Kevin Greene (6:58)
  - Giant a effectué le tombé sur Greene après un chokeslam.
- Rey Misterio, Jr. def. WCW Cruiserweight Champion Chris Jericho (6:00)
  - Misterio a effectué le tombé sur Jericho, mais le titre était redonné à Jericho à la suite de l'intervention de Dean Malenko pendant le match.
- Booker T def. Bret Hart par disqualification pour conserver le WCW World Television Championship (8:28)
  - Hart était disqualifié après avoir donné un coup de chaise à Booker.
- Goldberg def. Curt Hennig pour conserver le WCW World Heavyweight Championship (3:50)
  - Goldberg a effectué le tombé sur Hennig après un Jackhammer.
- Hollywood Hogan et Dennis Rodman (w/The Disciple) def. Diamond Dallas Page et Karl Malone (23:47)
  - Hogan a effectué le tombé sur Page après un Apocalypse du Disciple.

## 1999
S'est déroulé le 11 juillet 1999 au National Car Rental Center de Fort Lauderdale, Floride.
- Dark match : CJ Afi et Jeremy Lopez def. Jamie Howard et Jet Jaguar
- Ernest Miller (en) (w/Sonny Onoo) def. Disco Inferno (8:07)
  - Miller a effectué le tombé sur Inferno aftaprès l'avoir frappé avec sa chaussure.
- Rick Steiner def. Van Hammer pour conserver le WCW World Television Championship (3:05)
  - Steiner a effectué le tombé sur Hammer après un Steiner Bulldog.
- David Flair (w/Ric Flair, Samantha, Asya, et Arn Anderson) def. Dean Malenko pour conserver le WCW United States Championship (3:05)
  - David a effectué le tombé sur Malenko après que Ric l'ait frappé avec le titre US.
- The No Limit Soldiers (Konnan, Rey Misterio, Jr., Swoll et Brad Armstrong) def. The West Texas Rednecks (Curt Hennig, Bobby Duncum, Jr., Barry Windham et Kendall Windham) dans un Elimination match (15:00)
  - Swoll a effectué le tombé sur Duncum (6:26)
  - Hennig a effectué le tombé sur Armstrong avec une Henning-Plex (9:07)
  - Konnan a effectué le tombé sur Kendal après un DDT (10:52)
  - Barry et Konnan étaient décomptés à l'extérieur.
  - Misterio a effectué le tombé sur Hennig après un Swan Dive.
- Fit Finlay a remporté un Junkyard Invitational comprenant: Ciclope, Jerry Flynn, Hardcore Hak, Horace Hogan, Brian Knobbs, Hugh Morrus, La Parka, Rocco Rock, Johnny Grunge, Steven Regal, Silver King, David Taylor, et Mikey Whipwreck (13:50)
  - Finlay s'échappait de la junkyard pour remporter le match et le WCW Hardcore Trophy.
- The Jersey Triad (Diamond Dallas Page, Chris Kanyon et Bam Bam Bigelow) def. Perry Saturn et Chris Benoit pour conserver le WCW World Tag Team Championship (23:17)
  - Saturn s'est fait compter à trois après un after Double Diamond Cutter.
- Buff Bagwell (w/Judy Bagwell) def. Roddy Piper (w/Ric Flair) (avec Mills Lane en tant qu'arbitre spécial) dans un match de boxe (3e round 0:36)
  - Bagwell a effectué le tombé sur Piper après un Buff Blockbuster.
- Randy Savage et Sid Vicious (w/Madusa et Miss Madness) def. WCW World Heavyweight Champion Kevin Nash et Sting (13:21)
  - Savage a effectué le tombé sur Nash après un Flying Elbow Drop to win the WCW World Heavyweight Championship.

## 2000
Le dernier Bash at the Beach s'est déroulé le 9 juillet 2000 au Ocean Center de Daytona Beach, Florida.
- Lt. Loco def. Juventud Guerrera pour conserver le WCW Cruiserweight Championship (12:09)
  - Loco a effectué le tombé sur Guerrera après un Tornado DDT.
- Big Vito def. Norman Smiley et Ralphus dans un Handicap match pour conserver le WCW Hardcore Championship (5:55)
  - Vito a effectué le tombé sur Ralphus après un Splash à travers une table.
- Daffney (w/Crowbar) def. Ms. Hancock (w/David Flair) dans un Wedding Gown match (4:16)
  - Daffney l'emportait quand Hancock enlevait ses vêtements.
- KroniK (Brian Adams et Bryan Clark) def. The Perfect Event (Shawn Stasiak et Chuck Palumbo) pour remporter le WCW World Tag Team Championship (13:36)
  - Adams a effectué le tombé sur Stasiak après un Total Meltdown.
- Kanyon def. Booker T (10:05)
  - Kanyon a effectué le tombé sur Booker après un Kanyon Cutter.
- Mike Awesome def. WCW United States Champion Scott Steiner par disqualification (9:11)
  - Steiner était disqualifié quand il utilisait le Steiner Recliner (qui était bannie), le Comissionaire de la WCW Ernest Miller (en) a ensuite retiré le titre à Steiner.
- Vampiro def. The KISS Demon dans un Graveyard match (6:40)
- Shane Douglas def. Buff Bagwell (7:54)
  - Douglas a effectué le tombé sur Bagwell après un Franchiser.
- Hulk Hogan def. WCW World Heavyweight Champion Jeff Jarrett (1:19)
  - Hogan a effectué le tombé sur Jarrett.
  - Après le match, Russo virait Hogan et déclarait que Jarrett restait champion.
- Goldberg def. Kevin Nash (4:21)
  - Goldberg a effectué le tombé sur Nash après un Jackhammer.
- Booker T def. Jeff Jarrett pour remporter le WCW World Heavyweight Championship (13:40)
  - Booker a effectué le tombé sur Jarrett après un Book End.